# 쟁기

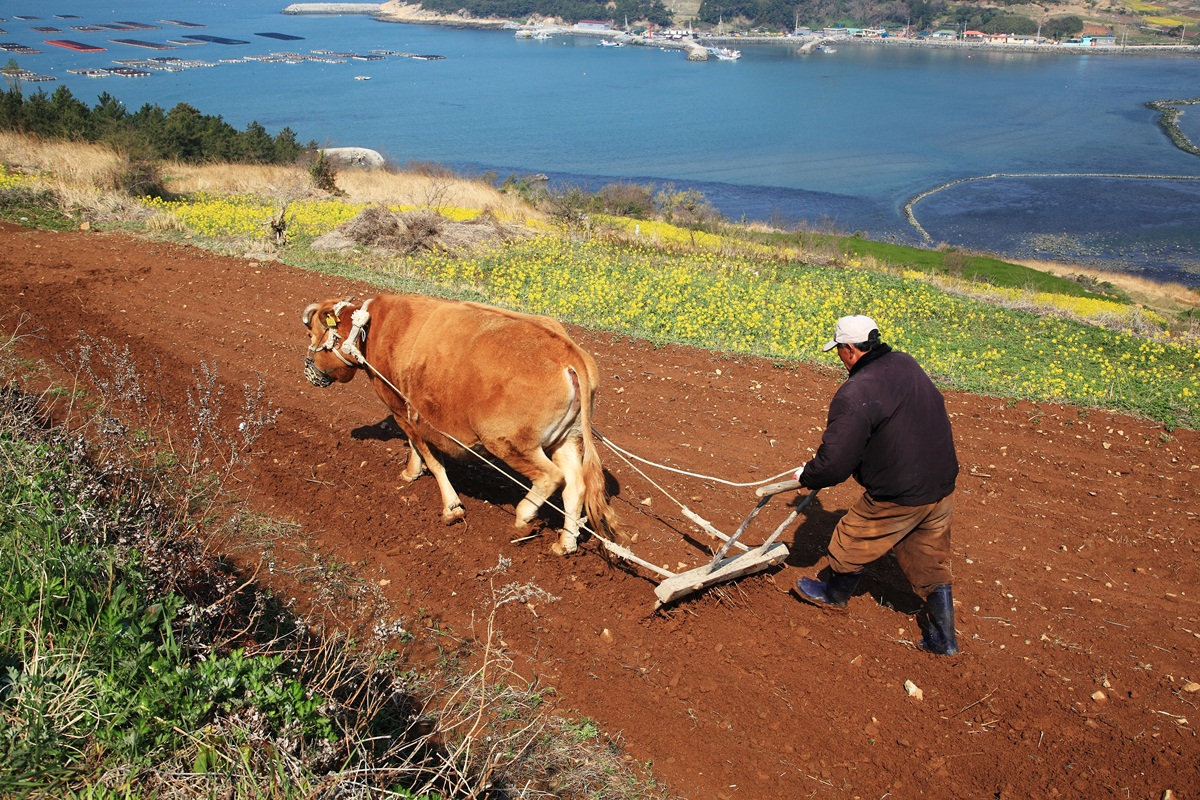
쟁기질하는 농부 (청산도)

쟁기(plow)는 소나 말에 끌려 논밭을 가는 농기구이다. 농작물을 재배할 땅을 갈고 흙을 잘게 부수는 데 사용해 온 기구이다. 땅을 뒤엎으면 통기성을 증가시켜 흙에게 새 공기를 쐬어주고, 영양소를 땅 위로 끌고와 식물의 성장을 돕는다. 이 작업으로 잡초를 땅속으로 묻어버릴 수 있다.
약 8,000년 전부터 사용해 왔으며 호리와 거리의 두 가지가 있다.

## 설명
쟁기는 씨앗을 뿌리거나 심기 전에 흙을 풀거나 뒤집는 데 사용하는 농기구이다. 쟁기는 전통적으로 소와 말이 끌었지만 현대 농장에서는 트랙터가 끌었다. 쟁기는 흙을 자르고 느슨하게 하기 위해 칼날이 부착된 나무, 철 또는 강철 프레임으로 구성될 수 있다. 그것은 대부분의 역사 동안 농업의 기본이었다. 최초의 쟁기에는 바퀴가 없었다. 그러한 쟁기는 로마인들에게 아라트룸(aratrum)으로 알려졌다. 켈트족은 로마 시대에 처음으로 바퀴 달린 쟁기를 사용하게 되었다.
쟁기질의 주요 목적은 토양의 최상층을 뒤집어 신선한 영양분을 표면으로 가져오는 동시에 잡초와 농작물의 잔여물을 묻어 썩게 하는 것이다. 쟁기로 파낸 도랑을 고랑이라고 한다. 현대에서는 일반적으로 쟁기질된 밭을 건조시킨 다음 심기 전에 써레질한다. 토양을 갈아서 경작하면 대부분의 식물 먹이 뿌리가 자라는 토양 상부 12~25cm(5~10인치) 층의 함량이 균일해진다.
쟁기는 처음에는 인간에 의해 작동되었지만 농장 동물을 사용하는 것이 훨씬 더 효율적이다. 가장 먼저 일한 동물은 소였다. 나중에는 말과 노새가 여러 지역에서 사용되었다. 산업혁명으로 인해 증기기관이 쟁기를 끌 수 있게 되었다. 이는 20세기 초에 내연기관 트랙터로 대체되었다. Petty Plow는 1930년대 호주에서 과수원을 갈아서 만든 주목할만한 발명품이었다.
토양 손상과 침식으로 위협받는 일부 지역에서는 전통적인 쟁기의 사용이 감소했다. 대신에 더 얕은 쟁기질이나 기타 덜 침습적인 보존 경운(conservation tillage) 기법이 사용된다.

## 같이 보기
- 우경
- 좌우 교대 서법
- 농업의 역사
- 임학
- 제설차